# Hüseyin Yazıcı
Hüseyin Yazıcı (* 1939 in Istanbul; † 1989) war ein türkischer Fußballspieler. Durch seine lange Tätigkeiten für Fenerbahçe Istanbul und Göztepe Izmir wird er mit diesem Vereinen assoziiert. Er war während der Präsidentschaftszeit von Fikret Arıcan in den Jahren 1985 bis 1987 als Vereinsfunktionär Fenerbahçes tätig und war auch einige Zeit im Vereinsvorstand (türkisch: Yüksek Divan Kurulu). Bei Ersterem war er an einigen wichtigen Erfolgen der Klubgeschichte beteiligt. Bei Letzterem steht er mit Spielern wie Fevzi Zemzem, Nevzat Güzelırmak, Gürsel Aksel und Ali Artuner für die glorreiche Zeit Göztepes in der dieser Verein als einer der ersten anatolischen Mannschaft den drei großen Istanbuler Vereine Galatasaray, Fenerbahçe und Beşiktaş Konkurrenz machte.

## Karriere

### Verein
Die Anfänge von Yazıcıs Fußballkarriere sind nicht vollständig dokumentiert. Nach einigen Quellen befand er sich ab 1957 im Kader von Fenerbahçe Istanbul. Ab dem Frühjahr 1959 wurde er in den Kader der Profimannschaft aufgenommen. Zum Zeitpunkt seiner Kaderaufnahme bei Fenerbahçe spielte dieser Verein in der İstanbul Profesyonel Ligi (dt.: Istanbuler Profiliga). Zu dieser Zeit existierte in der Türkei keine landesübergreifende Profiliga. Stattdessen existierten in den Ballungszentren wie Istanbul, Ankara und Izmir regionale Ligen, von denen die Istanbuler Profiliga als die renommierteste galt. In dieser Liga spielten u. a. zusammen mit Fenerbahçe die zwei anderen großen Istanbuler Vereine Fenerbahçe und Beşiktaş. In diesem Umfeld gab Yazıcı am 28. Januar 1959 in der Ligapartie gegen Karagümrük SK sein Profidebüt.
Sein Verein beendete die Saison als Istanbuler Meisterschaft und sicherte sich damit die letzte Meisterschaft dieser Istanbuler Profiliga. Ab Frühjahr 1959 nahm Yazıcı dann mit Fenerbahçe an der neugegründeten und landesweit ausgelegten Millî Lig (der heutigen Süper Lig) teil. Diese Liga wurde im Frühjahr 1959 als die erste landesweit ausgelegte Nationalliga der Türkei gegründet und löste die regionalen Ligen in den größeren Ballungszentren, wie z. B. die İstanbul Profesyonel Ligi, als höchste und einzige türkische Spielklasse ab. Die erste Spielzeit der Millî Lig wurde von Februar 1959 bis Juni 1959 ausgespielt und endete mit einem Sieg von Fenerbahçe Istanbul. Yazıcı absolvierte nur eine Ligabegegnung und wurde mit seinem Team erster türkischer Fußballmeister. In der zweiten Saison misslang die Titelverteidigung der Meisterschaft. Stattdessen gewann die Mannschaft den Cemal-Gürsel-Pokal. Yazıcı schloss diese Spielzeit mit sieben Pflichtspieleinsätzen ab und steigerte damit seine Spieleinsätze im Vergleich zu den vorherigen Spielzeiten deutlich. In der dritten Saison absolvierte er zwar nur drei Ligaspiele, wurde er mit seiner Mannschaft wieder türkischer Meister. Mit der Spielzeit 1961/62 eroberte er sich einen Stammplatz und behielt diesen die nächsten fünf Spielzeiten lang. Sein blieb die Spielzeiten 1961/62 und 1962/63 ohne Titelgewinn. In der Spielzeit 1963/64 gelang es seiner Mannschaft zum dritten Mal türkischer Meisterschaft zu gewinnen. Yazıcı konnte mit seinem Team auch in der Spielzeit 1964/65 die türkische Meisterschaft holen. Dadurch gelang seinem Team die Titelverteidigung in der Meisterschaft, die erste der Vereinsgeschichte. Nachdem in der Saison 1965/66 die erneute Titelverteidigung in der Meisterschaft verpasst wurde, entschied die Klubführung eine Kaderrevision durchzuführen.
In Folge einer Kaderrevision wechselte Yazıcı im Sommer 1966 gegen eine Ablösesumme von 32.500 Türkische Lira von Fenerbahçe zum Ligarivalen Göztepe Izmir. Bei seinem neuen Klub etablierte er sich schnell als Stammspieler und wurde in seiner ersten Spielzeit, der Spielzeit 1966/67, in 25 von 32 über die volle Spiellänge eingesetzt. Damit wurde die erst zwei Jahre gültige beste Erstligaplatzierung der Vereinsgeschichte wiederholt. Zudem wurde zum ersten Mal in der Vereinsgeschichte das Finale im türkischen Fußballpokal erreicht. Hier scheiterte die Mannschaft per Münzentscheid gegen den Erzrivalen Altay Izmir. Yazıcı hatte an diesen Erfolgen einen maßgeblichen Anteil und wurde durch seine überzeugenden Leistungen auch für die türkische Nationalmannschaft nominiert. In der Saison 1967/68 machte Yazıcı mit Göztepe mit einem bis dahin noch nie erreichten Erfolg in der Vereinsgeschichte international auf sich aufmerksam. Neben dem erneuten 4. Tabellenplatz in der nationalen Liga erreichte der Klub im Messepokal, dem inoffiziellen Vorgängerturnier des UEFA-Pokals, die 3. Runde. Dabei setzte sich Göztepe in der 1. Runde überraschend gegen den favorisierten belgischen Vertreter Royal Antwerpen und in der 2. Runde gar gegen den spanischen Spitzenklub Atlético Madrid durch. In der 3. Runde kam dann gegen den jugoslawischen Vertreter Vojvodina Novi Sad das Turnieraus. In der Saison 1968/69 wurden die Erfolge der vorherigen Saisonzeiten teilweise überboten. So gelang zum ersten Mal in der Vereinshistorie der Gewinn des türkischen Fußballpokal. Dabei setzte sich Yazıcıs Mannschaft im Finale gegen den Galatasaray Istanbul durch. Im Messepokal wurden der Reihe nach Olympique Marseille, FC Argeș Pitești, OFK Belgrad und den Hamburger SV ausgeschaltet und so das Halbfinale erreicht. Dabei zog sich der Hamburger SV aus dem Wettbewerb zurück und sorgte so für den Halbfinaleinzug Göztepes. Im Halbfinale unterlag der Verein dann dem ungarischen Vertreter Újpesti Dózsa SC. Dieser Erfolg war bis dato der Größte, den eine türkische Mannschaft in den europäischen Pokalwettbewerben erlangen konnte. Die Liga wurde diesmal zwar auf dem 7. Tabellenplatz beendet, jedoch qualifizierte sich die Mannschaft durch den Pokalsieg für die kommende Saison für den Europapokal der Pokalsieger. Yazıcı absolvierte in dieser Spielzeit verletzungs- und strafbedingte Spiele ausgeschlossen nahezu alle möglichen Pflichtspiele seiner Mannschaft und war damit einer der Spieler die in dieser Spielzeit die meisten Spieleinsätze für Göztepe absolvierte.
In der Saison 1969/70 gelang die Verteidigung des türkischen Fußballpokals und damit der zweite Erfolg in diesem Wettbewerb. Durch diesen Erfolg erreichte man auch nach Galatasaray als zweiter Verein die Titelverteidigung im nationalen Pokalwettbewerb. Im Europapokal der Pokalsieger kam die Mannschaft bis ins Viertelfinale und schied da gegen den italienischen Verein AS Rom aus. Zum Sommer 1970 holte die Mannschaft mit einem 3:1-Sieg über Fenerbahçe Istanbul als erste Nicht-Istanbuler Mannschaft auch den Präsidenten-Pokal. Während Yazıcı in den letzten Saisons nahezu durchgängig eingesetzt wurde, absolvierte er in dieser Spielzeit nur 13 Ligaspiele. In der Saison 1970/71 schied er mit seiner Mannschaft im Europapokal der Pokalsieger bereits in der 2. Runde gegen den polnischen Vertreter Górnik Zabrze aus, dafür wurde die Liga auf dem 3. Tabellenplatz beendet und damit eine neue Vereinsbestmarke aufgestellt. Auch in dieser Spielzeit war Yazıcı nicht mehr als Stammspieler gesetzt und absolvierte 16 Ligaspiele. Die nachfolgenden Jahre verlor Yazıcı mit Göztepe den Anschluss an die Spitzenvereine der höchsten türkischen Spielklasse. Yazıcı, der in der Saison 1971/72 in lediglich vier Ligaspielen eingesetzt wurde, verließ im Sommer 1972 Göztepe nach sechsjähriger Zugehörigkeit. Nach seinem Weggang von Göztepe konnte er sich bis zum Ende der Transferperiode mit keinem Verein einigen.

### Nationalmannschaft
Am 18. Juni 1967 wurde Yazıcı vom Nationaltrainer Adnan Süvari, der zu dieser Zeit auch bei Göztepe Izmir Yazıcıs Cheftrainer war, im Rahmen eines Qualifikationsspiel der Europameisterschaft 1968 gegen die tschechoslowakische Nationalmannschaft zum ersten Mal für das Aufgebot der türkischen Nationalmannschaft nominiert und absolvierte in dieser Begegnung sein erstes A-Länderspiel. Bis zum Dezember 1968 absolvierte er zwei weitere A-Länderspiele für sein Land.
1967 nahm er mit der Nationalmannschaft am ECO-Cup teil und wurde mit seiner Mannschaft Turniersieger.

## Erfolge
Mit Fenerbahçe Istanbul
- Meister der İstanbul Profesyonel Ligi: 1958/59
- Türkischer Meister: 1959, 1960/61, 1963/64, 1964/65
- Türkischer Pokalfinalist: 1964/65
- Präsidenten-Pokalsieger: 1967/68
- Balkanpokalsieger: 1964/65
- Spor-Toto-Pokalsieger: 1964/65
- Cemal-Gürsel-Pokalsieger: 1959/60

Mit Göztepe Izmir
- Tabellendritter der Süper Lig: 1970/71
- Tabellenvierter der Süper Lig: 1966/67, 1967/68
- Türkischer Pokalsieger: 1969, 1970
- Türkischer Pokalfinalist: 1967
- Präsidenten-Pokalsieger: 1970
- TSYD-Izmir-Pokalsieger: 1966/67, 1968/69
- Messestädte-Pokal-Halbfinalist: 1968/69
- Viertelfinalist des Europapokals der Pokalsieger: 1969/70

Türkische Nationalmannschaft
- RCD-Pokalsieger: 1967